# Quinto Servílio Cepião (cônsul em 140 a.C.)
Quinto Servílio Cepião (em latim: Quintus Servilius Caepio) foi um político da gente Servília da República Romana eleito cônsul em 140 a.C. com Caio Lélio Sapiente. Era filho de Cneu Servílio Cepião, cônsul em 169 a.C., e pai de Quinto Servílio Cepião, cônsul em 106 a.C.. Seu irmão, Cneu Servílio Cepião, foi cônsul em 141 a.C..

## Guerra Lusitana

Mapa da conquista da Península Ibérica. Mapa da Hispânia na época de Servílio Cepião

Foi eleito cônsul em 140 a.C. junto com Caio Lélio Sapiente. Como cônsul substituiu, na direção da guerra contra Viriato, ao seu irmão biológico e procônsul, Quinto Fábio Máximo Serviliano, que havia assinado uma paz desfavorável com Viriato que outorgava independência à Lusitânia e o confirmava como rei.
Cepião, alegando que o tratado era desfavorável aos interesses de Roma, convenceu o Senado a atacar Viriato, primeiro de forma sorrateira e depois retomando a guerra abertamente. Assim, Servílio Cepião invadiu o território inimigo chegando até o território dos vetões e dos galaicos.
Viriato, que estava muito enfraquecido por causa do longo conflito, evitou o combate e escapou habilmente das tentativas de Cepião de capturá-lo ou assassiná-lo.
Em 139 a.C., Cepião, como procônsul, recebeu reforços comandados pelo cônsul Marco Popílio Lenas. Após a união das forças, Viriato pediu a paz e enviou embaixadores para estabelecer as condições, mas o cônsul subornou-os para que assassinassem Viriato.
Em consequência, quando voltaram ao acampamento surpreenderam a Viriato dormindo na sua barraca e mataram-no. Os assassinos fugiram para o acampamento romano. Os lusos enterraram a Viriato e escolheram Tântalo como novo líder, que liderou uma expedição contra Sagunto. Repelido, cruzou o rio Bétis, perseguido de perto por Cepião e, desesperado, finalmente rendeu-se com todas as suas forças ao general romano. Cepião privou-os das suas armas, mas concedeu-lhes uma parte das terras.
Cepião tratava os seus soldados com grande crueldade e gravidade, o que o tornava tão impopular que quase foi assassinado por membros da sua cavalaria numa ocasião.
Os irmãos Cepião (Cneu e Quinto) são classificados por Cícero entre os oradores romanos. Ele relata que ajudavam os seus clientes tanto com os seus conselhos e com a sua oratória, mas ainda mais pela sua autoridade e influência. Atuaram como testemunhas contra Quinto Pompeu Aulo.